# شمالفلد
شمالفلد (به آلمانی: Schmalfeld) یک شهر در آلمان است که در زگه‌برگ واقع شده‌است. شمالفلد ۱٬۹۶۷ نفر جمعیت دارد.